# Vincenzo Licciardi
Vincenzo Licciardi, né le 27 juin 1965 à Naples, est l'un des chefs du Clan Licciardi et responsable de l'Alliance Secondigliano opérant à Naples et à Campanie. Il est surnommé O' Chiatto (Gros, en français).

## Biographie

### Débuts
Vincenzo nait et grandit  dans une famille mafieuse du quartier napolitain de Secondigliano. Son père est, de son vivant, un « guape », chef local de la camorra célèbre dans les années 50.  En 1994, il devient le régent du Clan Licciardi après la mort de son frère détenu, Gennaro Licciardi, empoisonné dans la prison de Voghera, le 3 août 1994.
Cependant, avec la traque policière des années 1990, il cède la direction du clan à sa sœur Maria Licciardi qui commence aussi par coordonner les activités de l’Alliance Secondigliano, une coalition de clans affiliés à la Camorra.

### Chef de la Camorra
Après l'arrestation de Maria, le 15 juin 2001, Vincenzo lui succède à l'Alliance Secondigliano avec Paolo Di Lauro et Edoardo Contini (en). En dehors du clan Licciardi, l'alliance se compose des clans Contini (en), Di Lauro, Mallardo (en) et Lo Russo. Mais, les conflits internes entre des gangs de la Camorra fragilisent la coalition entrainant davantage la répression policière.  Pour échapper à sa capture, Vincenzo évite d'utiliser le téléphone pour communiquer comme sa sœur. Il préfère, en revanche, des messages manuscrits similaires aux pizzino utilisées par le patron des Corleonesi, Bernardo Provenzano. Avec lui, le clan s'intéresse principalement au trafic de vêtements et au blanchiment d'argent du trafic de drogue, d'extorsion ou d'autres crimes.

### Cavale et arrestation
En 2003, il est recherché à nouveau par la police italienne, après avoir passé un an en détention pour une précédente condamnation. En juillet 2004, la justice italienne émet un mandat d'arrêt à son encontre pour complot aux fins de commettre un meurtre. II est aussi inscrit sur la liste des fugitifs les plus recherchés d'Italie. En 2005, un mandat d'arrêt international est  émis à son encontre et la police criminelle l'inclut dans le « programme spécial de recherche ».  Fugitif, il parvient à  échapper à sa capture à au moins trois reprises, une fois en fuyant à travers le réseau d'égouts. Plusieurs alertes de Licciardi sont données à l'étranger, notamment au Portugal, en Espagne et en France.  Il se rend, en effet, en ces endroits afin de maintenir des contacts avec le Clan Magliari qui contrôle de nombreuses routes de la drogue en Europe,.
La police met fin à sa cavale en l'arrêtant à Cuma, le 7 février 2008. Il est appréhendé alors qu'il est caché dans l'appartement de l'un de ses parents avec sa femme. Pendant son arrestation, il se rend pacifiquement sans résister. La détection de sa cachette est rendue possible grâce à l'utilisation de technologies sophistiquées selon la police,.
L'arrestation de Licciardi a lieu à peu près au même moment qu'une vaste opération anti- mafia en Italie et aux États-Unis baptisée « Old Bridge » impliquant des mandats d'arrêt émis contre 90 mafieux et associés de familles italiennes et américaines clés dans le trafic de drogue entre les deux côtes de l'Atlantique. Après son arrestation, il est remplacé par Gennaro Cirelli comme chef du clan,.
Le procureur national anti-mafia, Pietro Grasso, décrit son arrestation comme un « nouveau succès dans la capture des fugitifs des clans opposés impliqués dans le conflit de Secondigliano ces dernières années ».

### Répressions contre ses proches
Le 15 juin 2008, sa sœur cadette Patrizia et son beau-frère Eduardo Marano, sont aussi  arrêtés par les Carabiniers, à la suite d'accusations d'extorsion contre un entrepreneur de Casoria.
Le 9 juillet 2008, la police appréhende 44 autres membres  du clan Licciardi au cours d'un raid dans la ville de Naples. Ces derniers sont accusés, quant eux, de complot pour meurtre, de trafic de drogue, de détention illégale d'armes, de faux et de tentative de vol aggravé tout comme Vincenzo Licciardi.
La Garde des finances entreprend  un raid anti-Camorra à Naples et à Frosinone,  saisissant des biens, des sociétés commerciales, des actions de sociétés, des appartements, des immeubles, des terrains, des voitures, des motos, pour une valeur totale estimée à 300 millions d'euros.
Ensuite, la police exécute un ordre de détention provisoire émis par le parquet de Naples, à la demande de la direction anti-mafia locale, contre Licciardi et plusieurs organisations criminelles affiliées qui contrôlent le trafic de drogue et les rackets d'extorsion dans le nord de Naples.